# Ostatni seans
Ostatni seans (ang. The Late Show) – amerykańska komedia kryminalna z 1977 roku w reżyserii Roberta Bentona. Zdjęcia kręcono w Los Angeles.

## Obsada
- Art Carney – Ira Wells
- Lily Tomlin – Margo Sperling
- Bill Macy – Charlie Hatter
- Eugene Roche – Ron Birdwell
- Joanna Cassidy – Laura Birdwell
- John Considine – Lamar
- Ruth Nelson – Pani Schmidt
- John Davey – Sierżant Dayton
- Howard Duff – Harry Regan

## Nagrody i nominacje
Nagroda Akademii Filmowej
- Oscar za najlepszy scenariusz oryginalny – Robert Benton (nominacja)

Złoty Glob
- Złoty Glob dla najlepszej aktorki w filmie komediowym lub musicalu – Lily Tomlin (nominacja)

BAFTA
- Nagroda BAFTA dla najlepszej aktorki pierwszoplanowej – Lily Tomlin (nominacja)

Berlinale
- Srebrny Niedźwiedź dla najlepszej aktorki - Lily Tomlin

Amerykańska Gildia Scenarzystów
- Najlepszy scenariusz oryginalny dramatu – Robert Benton (nominacja)